# Zwitserland op het Eurovisiesongfestival 1963
Concours Eurovision 1963 was de zevende editie van de Zwitserse voorronde voor het Eurovisiesongfestival 1960. 

## Deelnemers nationale finale
Aan de nationale finale 4 artiesten mee. Anita Traversi zong 3 liedjes en de andere artiesten zongen elk 1. De Zwitserse nationale finale werd gehouden op 9 februari in de TSR TV Studios in Genève. Het winnende lied werd gekozen door een jury bestaande uit 27 leden.

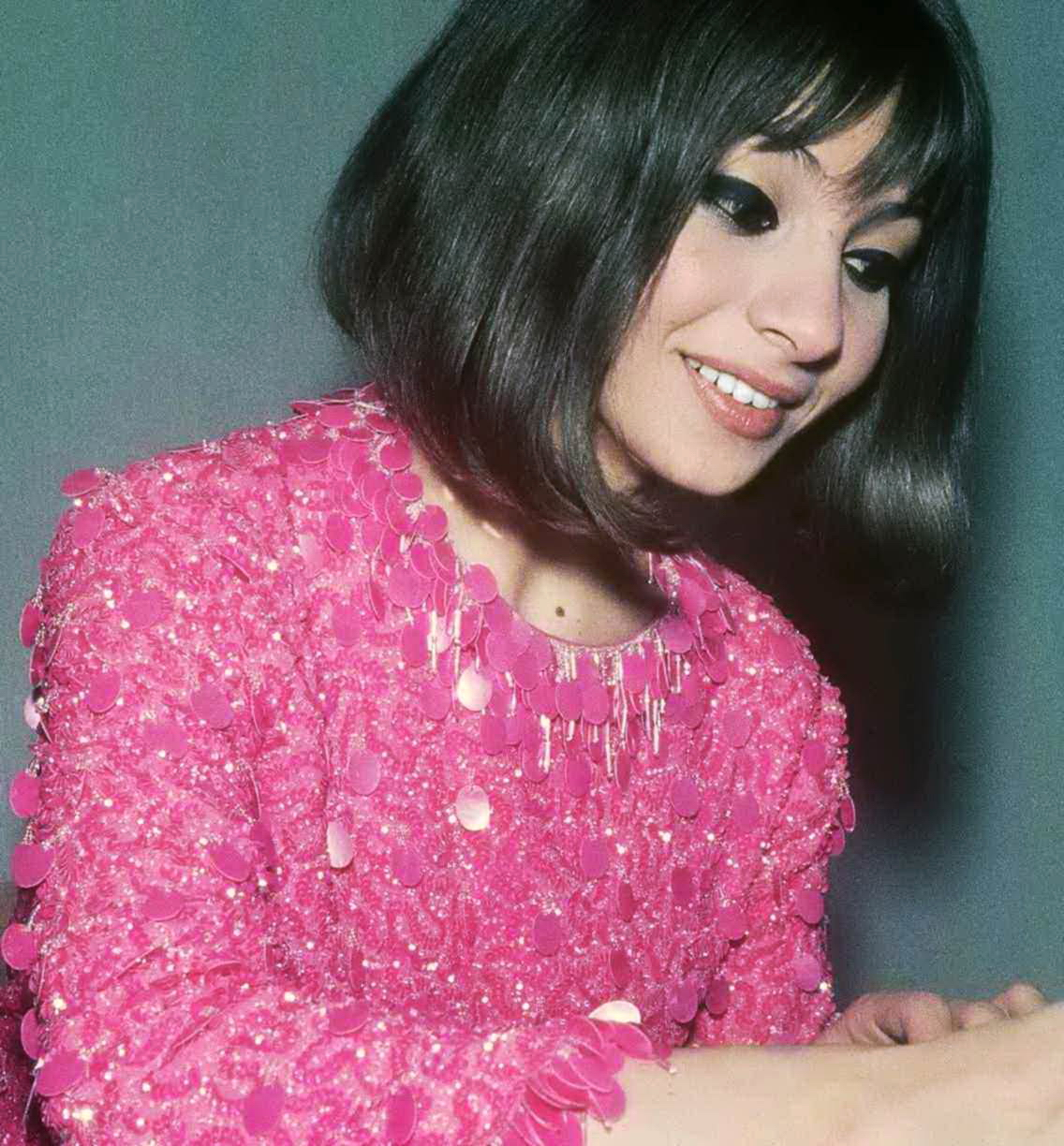
Esther Ofarim won Concours Eurovision 1963.

De volgende liedjes en artiesten namen deel:
- Komme mit mir - Anita Traversi
- Mon petit bolero - Jo Roland
- Voglio vivere - Anita Traversi
- T'en va pas - Esther Ofarim
- La più bella canzone del - Anita Traversi
- Einmal in Mexico - Willy Schmid

De winnaar van Concours Eurovision 1963 werd Esther Ofarim met haar lied T'en va pas. Op het Eurovisiesongfestival werd Ofarim zelf tweede. Deze tweede plaats was enigszins controversieel omdat Noorwegen in eerste instantie vier punten aan Zwitserland had gegeven en slechts één aan Denemarken. Omdat er onregelmatigheden waren gebleken werden deze punten niet direct meegeteld, maar werd de Noorse jury aan het einde van de avond teruggebeld. Toen gaf het onder meer vijf punten aan Denemarken en slechts twee aan Zwitserland, waardoor Denemarken met twee punten voorsprong won.
1956 · 1957 · 1958 · 1959 · 1960 · 1961 · 1962 · 1963 · 1964 · 1965 · 1966 · 1967 · 1968 · 1969 · 1970 · 1971 · 1972 · 1973 · 1974 · 1975 · 1976 · 1977 · 1978 · 1979 · 1980 · 1981 · 1982 · 1983 · 1984 · 1985 · 1986 · 1987 · 1988 · 1989 · 1990 · 1991 · 1992 · 1993 · 1994 · 1995 · 1996 · 1997 · 1998 · 1999 · 2000 · 2001 · 2002 · 2003 · 2004 · 2005 · 2006 · 2007 · 2008 · 2009 · 2010 · 2011 · 2012 · 2013 · 2014 · 2015 · 2016 · 2017 · 2018 · 2019 · 2020 · 2021 · 2022 · 2023 · 2024 · 2025